# Galileo (реклама)
Galileo — компьютерная программа, предназначенная для медиапланирования. Работает в операционной системе Windows. Разработчик — компания Pulse Train Technology.
Программа оптимизирует распределение рекламного бюджета по СМИ в зависимости от заранее заданных критериев на основе описания целевой группы и списка СМИ, где доля целевой аудитории достаточно велика.
Используемые критерии:
- длительность рекламной кампании;
- охват целевой группы;
- частота (среднее количество контактов с вашей рекламой для одного человека);
- стоимость на 1000 контактов;
- общий бюджет.

Для работы программы используются стандартизированные данные медиаисследований.
После базовой оптимизации программа выдаёт пользователю медиаплан, включающий в себя: список СМИ, оптимальное число выходов, выбранное программой, цена за планируемый рекламный объём, другие параметры. Кроме этого она показывает суммарные результаты оптимизации — общее число выходов и достигнутые показатели: охват (Cover) в тысячах человек и процентах от целевой группы, частота (Frequency), стоимость на 1000  контактов (CPT), индекс соответствия (Index T/U), показывающий отношение рейтингов выбранных СМИ среди целевой группы и рассчитанного плана к рейтингам тех же СМИ среди всех опрошенных.